# Høllin á Hálsi

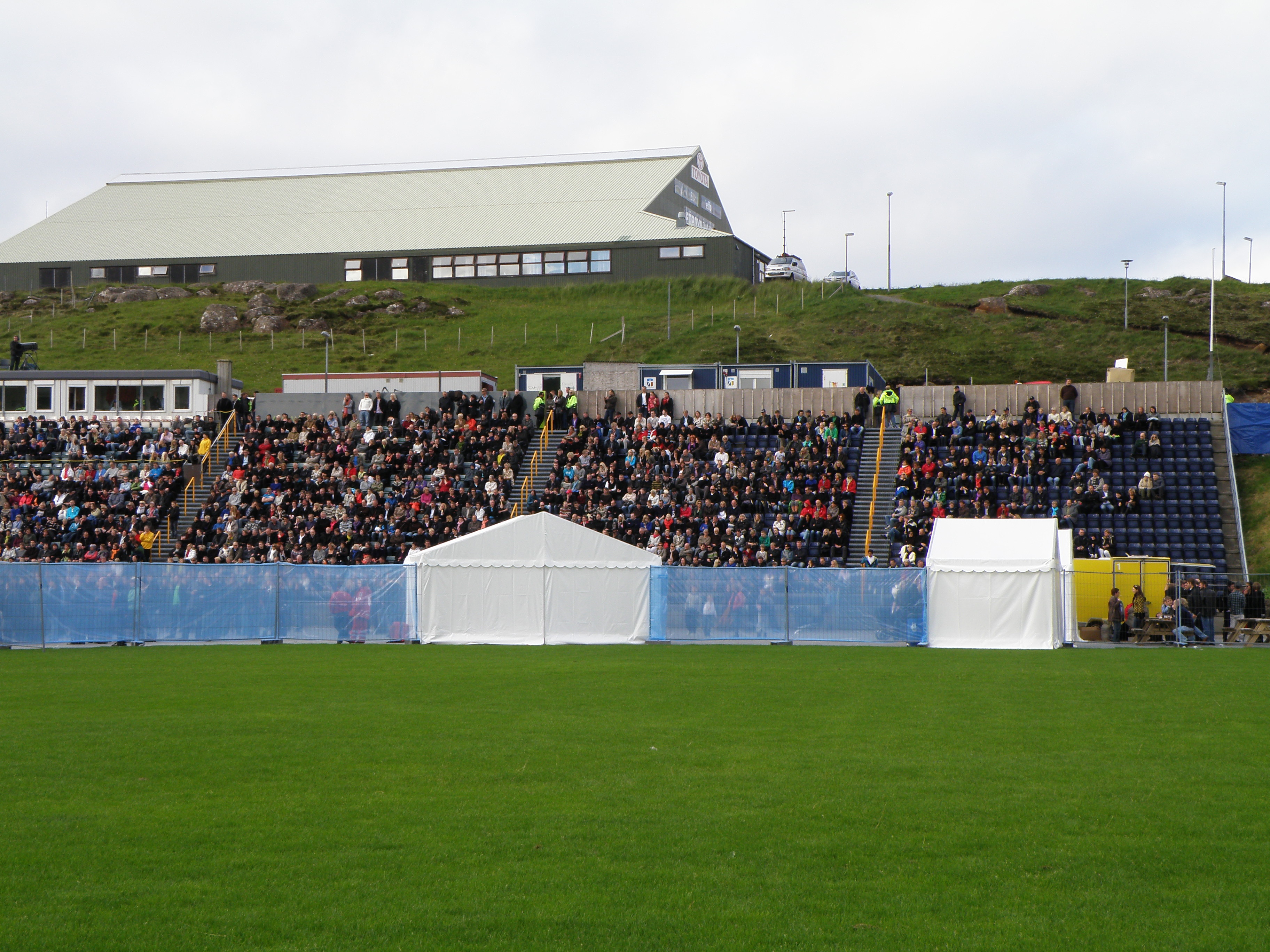
Høllin á Nabb (ad Hálsi).

Il Høllin á Hálsi, (italiano: Palestra e sala riunioni di Halsi), chiamato anche Høllin á Nabb, è una palestra sportiva situata a Tórshavn, nelle isole Fær Øer.
L'edificio fu costruito tra il 1969 e il 1970 e inaugurato lo stesso anno. La gestione della sala fu inizialmente affidata ai club sportivi di Tórshavn, che ne furono responsabili fino al 2004, anno in cui il comune di Tórshavn ne acquistò la proprietà simbolicamente per una corona. I club sportivi che possedevano e gestivano la struttura prima del passaggio al comune erano Neistin, Kyndil, B36 Tórshavn e HB Tórshavn.